# Onthophagus aequatus
Onthophagus aequatus là một loài bọ cánh cứng trong họ Bọ hung (Scarabaeidae).